# Gösta Andersson
Gösta Andersson (Sundsvália, Norlândia Ocidental, 15 de fevereiro de 1917 — Sundsvália, Norlândia Ocidental, 12 de setembro de 1975) foi um lutador de luta greco-romana sueco.

## Carreira
Foi vencedor da medalha de ouro na categoria de 67-73 kg em Londres 1948.
Foi vencedor da medalha de prata na categoria de 67-73 kg em Helsínquia 1952.